# Graham Quirk
Pour les articles homonymes, voir Quirk.
 (mai 2021).
Si vous disposez d'ouvrages ou d'articles de référence ou si vous connaissez des sites web de qualité traitant du thème abordé ici, merci de compléter l'article en donnant les références utiles à sa vérifiabilité et en les liant à la section « Notes et références ».
Graham Quirk est un homme politique australien, qui a été maire de la ville de Brisbane de 2011 à 2019.